# Ługi (Słupca)
Pour les articles homonymes, voir Ługi.
Ługi (prononciation : [ˈwuɡi]) est une localité polonaise de la gmina de Powidz dans le powiat de Słupca de la voïvodie de Grande-Pologne dans le centre-ouest de la Pologne.
Elle se situe à environ 5 kilomètres à l'ouest de Powidz (siège de la gmina), à 13 kilomètres au nord de Słupca (siège du powiat) et à 64 kilomètres à l'est de Poznań (capitale régionale).

## Histoire
De 1975 à 1998, la localité faisait partie du territoire de la voïvodie de Konin.

Depuis 1999, Ługi est situé dans la voïvodie de Grande-Pologne.